# Ал-Масад
Сура Ал-Масад (Арабски: سورة المسد) или сура Ал-Лахаб (Арабски: سورة اﻟﻠﻬﺐ), „Сплетените влакна“, е 111-а сура от Корана и се състои от 5 аята.

## Резюме
В тази сура се порицават Абу Лахаб (един от чичовците на Мохамед) и жена му и се дават като пример за богати (на този свят) грешници. Въпреки че имат много на Земята, то няма да им е от полза в Отвъдното. Дървата, които носят на този свят (символ на материализъм и алчност), ще разпалват огъня на ада. С други думи, в техния материализъм, те сами са станали архитектите на нещастната им съдба.

## Относно сурата
Мюсюлманите представят тази сура като едно от чудесата на Корана. След низпославането ѝ, Абу Лахаб (явен противник на Исляма) е можел да срине Корана и Исляма, като просто е станел мюсюлманин.